# Trachyphyllum jeyporense
Trachyphyllum jeyporense är en bladmossart som beskrevs av Thériot och Dixon in Potier de la Varde 1928. Trachyphyllum jeyporense ingår i släktet Trachyphyllum och familjen Entodontaceae. Inga underarter finns listade i Catalogue of Life.